# Analiza międzyrynkowa
Analiza międzyrynkowa – polega na analizie danego rynku poprzez badanie wzajemnych powiązań między badanym rynkiem a innymi rynkami (np. badając rynek akcji analizuje się, jak wpływają na niego rynki walut, towarów czy obligacji). Analiza międzyrynkowa stanowi uzupełnienie innych technik analizy stosowanych na rynku kapitałowym (takich jak np. analiza techniczna czy analiza fundamentalna).
Do podstaw analizy międzyrynkowej można zaliczyć m.in. następujące założenia:
1. Wszystkie rynki są zależne od siebie; żaden rynek nie jest odizolowany od innych;
2. Podejście międzyrynkowe dostarcza danych stanowiących tło wszelkich analiz;
3. Przy podejściu międzyrynkowym korzystamy nie tylko z wewnętrznych informacji z danego rynku, ale też z danych zewnętrznych;
4. Narzędziem preferowanym jest analiza techniczna;
5. Szczególną uwagę należy zwrócić na rynki terminowe;
6. Przy podejściu międzyrynkowym zastosowanie znajdują wszystkie wskaźniki techniczne używane na rynkach terminowych.